# 白源深
白源深（？—1619年），字澹如，號蒙泉，直隶真定府冀州军籍。

## 生平
敦行能文，万历三十一年（1603年）癸卯科顺天乡试举人，署同安教谕，篝灯下帷，不異诸生，有富翁被讼，挟数百金丐片札求解，源深严絶之。四十七年（1619年）己未科進士，观政礼部，未仕卒，士论惜之。

## 家族
曾祖白珩，廪生。祖白游，县丞。父白鶴，教授。